# 萩海運
萩海運有限会社（はぎかいうん）は山口県萩市に本社を置く海運会社である。萩市が主たる株主である第三セクター企業で、代表取締役は萩市長及びその職務代理者が務めている。2025年現在の代表取締役は田中文夫。
萩港と萩市の離島である見島・大島・相島と本土をつなぐ航路を運航している。

## 概要
1957年（昭和32年）、萩市が地方財政再建促進特別措置法に基づく財政再建団体となったことを受けて、当時萩市の公営航路として運営されていた見島航路を引き受け、同航路の経営改善を図ることを目的に設立された。
その後、地元運営であった相島航路・大島航路についても順次譲受し、1966年（昭和41年）3月より萩市内定期船航路の一元運営を行っている。なお、萩市内の島嶼では櫃島も有人島であるが、櫃島には就航していない。以前は羽島・尾島・肥島も有人島であったが、これらの島にも就航していなかった。
運営する航路のうち見島航路が離島航路整備法に基づく国庫補助航路の指定を受けており、国・県・市からの経営支援を受けている。

## 年表
本節の出典は特記なき限り『萩海運創立50周年記念誌』による。各船の就航・引退・転用などの動向は特に重要なものを除き、別節で記載する。
- 1957年（昭和32年）
  - 5月11日 - 萩市・見島漁業協同組合・見島農業協同組合の共同出資により設立。
  - 6月1日 - 萩市より見島航路を譲受。
- 1958年（昭和33年）8月 - 相島定期船組合より相島航路を譲受。
- 1966年（昭和41年）3月 - 大島農協より大島航路を譲受し、萩市内定期船航路の一元運営を開始。
- 1971年（昭和46年）11月26日 - 航行中の「たちばな」で衝突事故が発生し、乗客が軽傷。
- 1982年（昭和57年）1月23日 - 航行中の「たちばな」が、萩沖で漂流中の大韓民国の漁船を発見し乗組員3人を救助。
- 1993年（平成5年）8月24日 - 見島航路高速化の検討の一環として、高速船「シーガル2」による見島 - 萩間試験航海を実施。
- 1998年（平成10年）4月 - 見島航路に高速貨客船「おにようず」が就航し、見島航路高速化。
- 2013年（平成25年）4月1日 - 大島航路にフェリー「はぎおおしま」が就航し、大島航路フェリー化[5]。
- 2017年（平成29年）4月1日 - 見島が有人国境離島法に基づく「特定有人国境離島地域」に指定されたことを受け、見島航路で島民割引運賃制度を開始[6]。
- 2018年（平成30年）10月1日 - 精神障害者割引運賃制度を開始[7]。
- 2019年（平成31年）1月20日 - 萩市が経営健全化方針を策定[8]。
- 2021年（令和3年）4月 - 相島航路向けに発注していた新船の建造ミスが発覚（後述）[9]。
- 2023年（令和5年）8月11日 - 相島航路にフェリー「あいしま」が就航し、相島航路フェリー化[10]。
- 2024年（令和6年）
  - 7月19日 - フェリー「あいしま」が日本船舶海洋工学会による「シップ・オブ・ザ・イヤー2023」小型船舶部門賞を受賞[11]
  - 9月30日 - 見島航路における乗船予約受付を終了[12]。

## 主な寄港地（営業所）
本節の出典は特記なき限り萩海運ホームページの「会社概要」による。
本土
- 萩港 - 本社を置く。「萩商港」と呼ばれることもある。

見島
- 本村港（見島営業所）
- 宇津港（宇津待合所）

相島
- 相島港（相島待合所）

大島
- 大島港（大島待合所）

## 航路
2025年現在、以下の3航路を運営している。本数・運賃などはいずれも2024年10月1日改正時点。

### 見島航路
2025年現在は高速貨客船「ゆりや」が就航している。所要時間は見島本村 - 萩間1時間10分。
本航路のみ季節によってダイヤや運航形態が変更されており、3月 - 8月の春夏ダイヤでは島発の変則1日3往復、9月 - 翌年2月の秋冬ダイヤでは島発の1日2往復の運航である。春夏ダイヤの際は宇津→萩→本村→宇津の順に寄港し、宇津発の萩行きは本村に寄港せずそのまま萩へ向かうが、秋冬ダイヤの際は往復とも本村に寄港する。「ゆりや」のドック入り時はフェリー「はぎおおしま」・「あいしま」による島発の変則1日2往復の運航（見島本村 - 萩間の所要時間1時間50分）となり、季節を問わず宇津→萩→本村→宇津の順に寄港する。
先述した通り島民割引運賃制度が実施されており、見島在住の島民は身分証明書の提示により格安な島民運賃で利用できる。

#### 旅客運賃
- 大人 - 1,970円（島民910円）
- 小人 - 990円（島民460円）
- 中学生 - 1,380円（島民910円）

### 相島航路
2025年現在はフェリー「あいしま」が就航している。所要時間は40分。通年島発の1日3往復の運航であるが、見島航路の「ゆりや」がドック入りしている期間は島発の1日2往復となる。自動車航送も予約制で受け付けている。

#### 旅客運賃
- 大人 - 620円
- 小人 - 310円
- 中学生 - 440円

### 大島航路

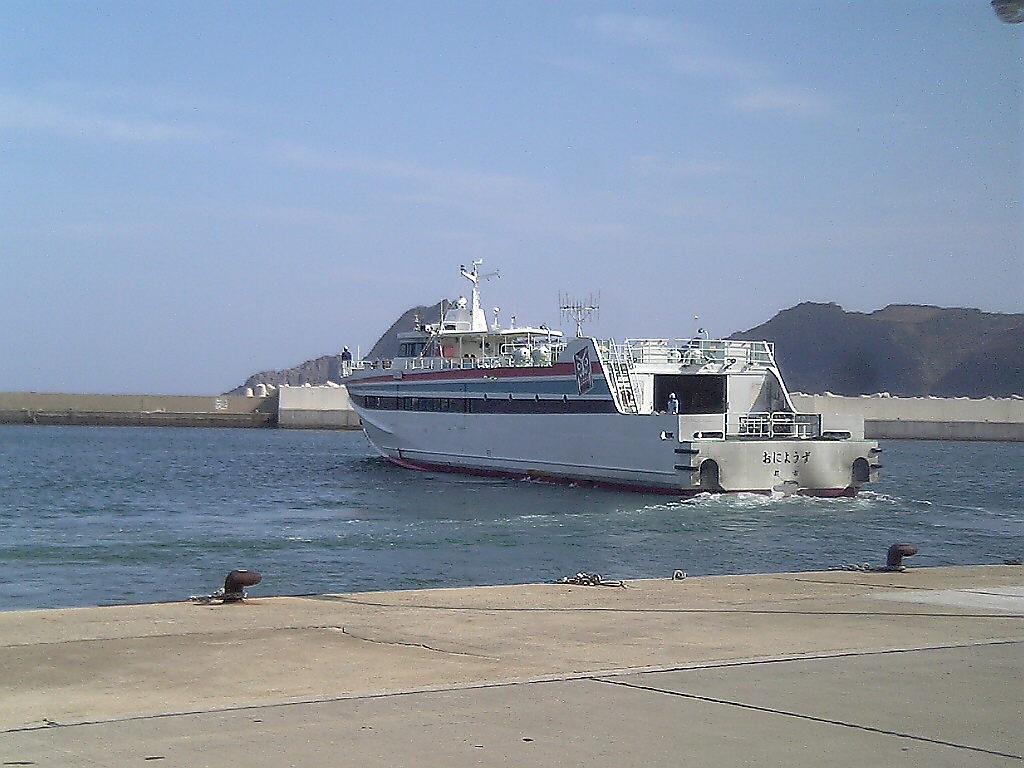
おにようず

2025年現在はフェリー「はぎおおしま」が就航している。所要時間は30分。通年島発の1日4往復の運航である。自動車航送も予約制で受け付けている。

#### 旅客運賃
- 大人 - 410円
- 小人 - 210円
- 中学生 - 290円

## 船舶
基本的には各航路に専用の船を配船しているが、見島航路の船がドック入りしている期間は相島航路・大島航路の船が見島航路の運用に入るため（その間の相島航路・大島航路の運用には後述する代船を充当）、全ての船が見島航路での運用に対応している。

### 現行船舶

#### 見島航路
ゆりや（273 t）
高速貨客船。2019年4月就航。三菱重工業→三菱造船下関造船所建造。鉄道建設・運輸施設整備支援機構（JRTT）との共有船。詳細は当該記事を参照。

#### 相島航路
あいしま（197 t）
フェリー。2023年8月就航。建造の経緯に関しては後述。三菱造船下関造船所建造。JRTTとの共有船。同級のフェリーとして初の垂直船首を採用し、2 tトラック1台と普通小型乗用車1台の車両搭載能力を有する。自走による車両搭載能力を有する本船の就航により、移動販売車が相島へ乗り入れることが可能となった。シップ・オブ・ザ・イヤー2023小型船舶部門賞を受賞。

#### 大島航路
はぎおおしま（323 t）
フェリー。2013年4月就航。三菱重工下関造船所建造。公設民営方式を採用し、萩市が造船所に発注した。萩海運が運航する船舶の中では最大であり、2 tトラック4台分の車両搭載能力を有する。自走による車両搭載能力を有する本船の就航により、ゴミ収集車が大島へ乗り入れることが可能となった。

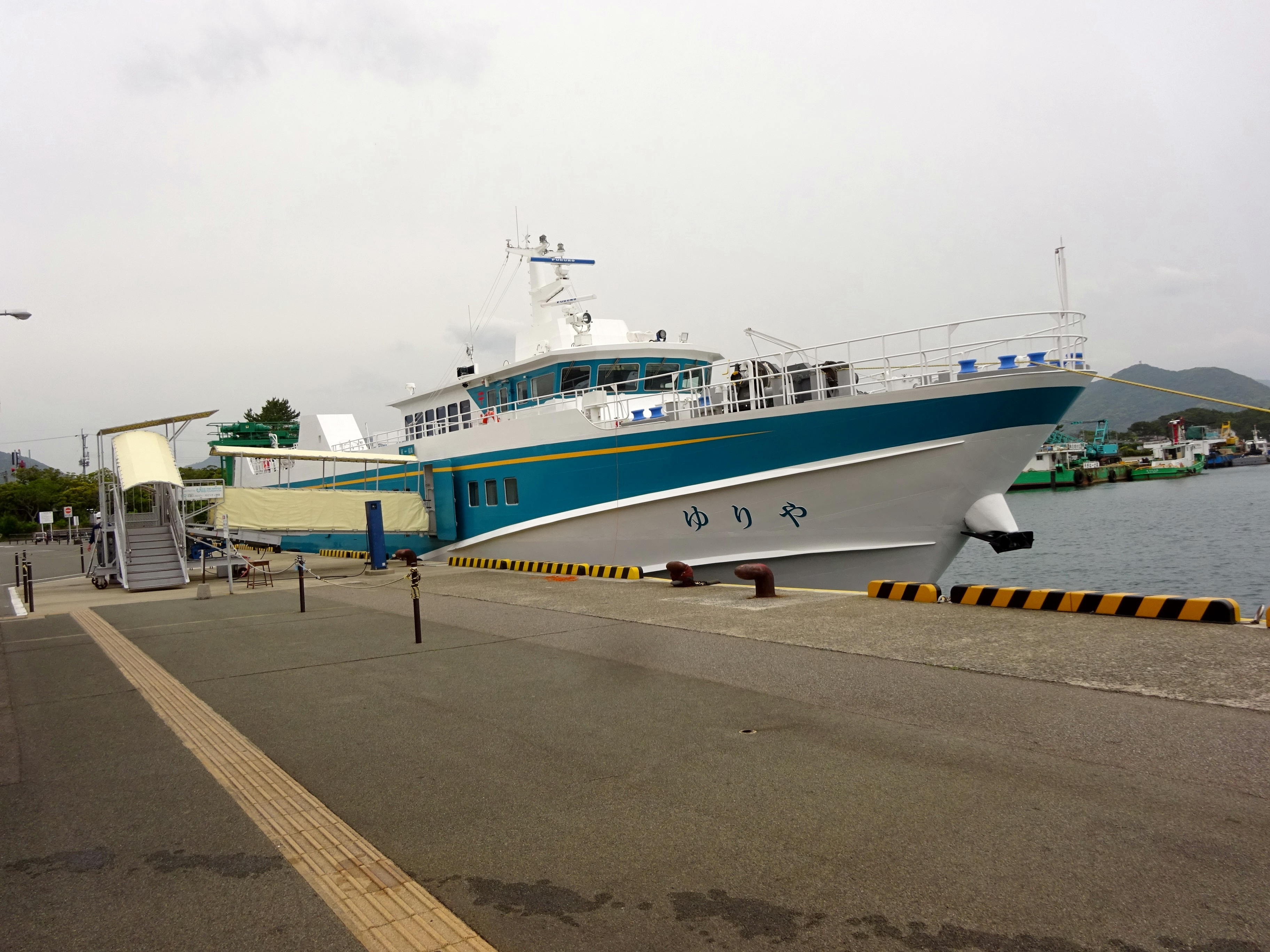
ゆりや

### 過去の船舶
本節の出典は特記なき限り『萩海運創立50周年記念誌』による。萩海運創立以前に就航していた船舶についても本稿で述べる。なお、文中において「初代」、「2代」などの表記を用いるが、説明のため便宜上付与したものである。

#### 見島航路
大正丸
動力船。1921年就航。これ以前は帆船が運用されていた。
見島丸（初代）（37.0 t）
焼玉エンジン使用の木造動力船。1942年3月進水。
第二号見島丸（60.2 t）
ディーゼルエンジン使用の木造動力船。1951年5月進水。中村造船鉄工所建造。本船の就航により、見島 - 萩間の所要時間がそれまでの3時間30分から3時間10分へ短縮された。
見島丸（3代）→はぎ（初代）（100.11 t）
貨客船。1959年9月進水。中村造船鉄工所建造。本船の就航により、見島 - 萩間の所要時間がそれまでの3時間10分から2時間30分へ大幅短縮された。先述の第二号見島丸との混同防止のため、本稿では見島丸（3代）と表記。1971年改称。
たちばな（197.18 t）
1971年6月進水。泉造船所建造。本船の就航により、見島 - 萩間の所要時間がそれまでの2時間30分から2時間へ大幅短縮された。引退後、1986年6月に売却されフィリピン・セブ島へ。
はぎ（2代）（185.54 t）
貨客船。1977年2月進水。中村造船鉄工所建造。本船の就航により、見島 - 萩間の所要時間がそれまでの2時間から1時間50分へ短縮された。引退後、1998年4月に売却されソロモン諸島へ。
たちばな2（134 t）
貨客船。1986年11月進水。三菱重工下関造船所建造。おにようず就航後は大島航路へ転用。
おにようず（258 t）
アルミ軽合金製高速貨客船。1998年4月就航。三菱重工下関造船所建造。運輸施設整備事業団（現在のJRTTの前身の一つ）との共有船。詳細は当該記事を参照。2019年4月引退。

#### 相島航路
相島丸（初代）（21.6 t）
木造船。1950年4月進水。
相島丸（2代）（39.55 t）
木造動力船。1959年4月進水。豊浦造船建造。引退後、1971年10月に野島海運へ売却。
つばき（2代）（68.94 t）
貨客船。1979年11月就航。福本造船所建造。船舶整備公団（現在のJRTTの前身の一つ）との共有船。引退後、1990年11月に岡山県倉敷市の企業へ売却。
つばき2（113 t）
貨客船。1990年11月就航。三菱重工下関造船所建造。船舶整備公団との共有船。本船の就航により、相島 - 萩間の所要時間がそれまでの50分から40分へ短縮された。相島航路新船建造ミス問題により引退が2年遅れ、2023年8月に引退。

#### 大島航路
大島丸→つばき（初代）（51.68 t）
木造動力船。1956年11月進水。泉原造船鉄工所建造。1971年改称。
たちばな2（134 t）
見島航路より転用。はぎおおしま就航により2013年引退。
- おにようず

### 代船
自社所属の船がドック入りしている期間の代船については、創立以来基本的に野島海運（防府市）から傭船しているが、一時期北長門観光汽船（萩市）から傭船していたことがある。
2020年以降は野島海運の「レインボーのしま」を傭船している。

### 相島航路新船建造ミス問題
相島航路では当時就航していた貨客船つばき2の老朽化が進んでいたことから、萩海運は2021年6月に就航させる予定で2020年7月、JRTTと共同で鈴木造船（三重県四日市市）に相島航路向けのフェリー（154 t）を発注し、「あいしま」と命名され2021年4月に進水式を迎えた。
ところが、進水式で船体が深く沈んだことから重量超過の疑いが生じ、調査を行ったところ、造船所側の建造ミスで計画重量を49 tも超過していることが発覚し、計画通りの輸送能力を発揮できないことが判明した。このため萩海運とJRTTは鈴木造船との契約を解除し、改めて三菱造船に相島航路向けのフェリーを発注した。このため相島航路への新船就航が2年以上遅れる見通しとなり、またフェリー化に向けて相島港に整備したばかりであった可動橋の改修も必要となった。
大幅な計画重量超過の原因は「船内各種装備の重量計算ミス」とされており、進水式に参列していた萩海運の社員が指摘して発覚したという。この問題を受けて鈴木造船は、萩海運とJRTTに対し工事金額の1割を違約金として支払っている。
その後2023年、三菱造船に発注していた新船が完成し、「あいしま」として8月に就航した。